# Loc de joacă

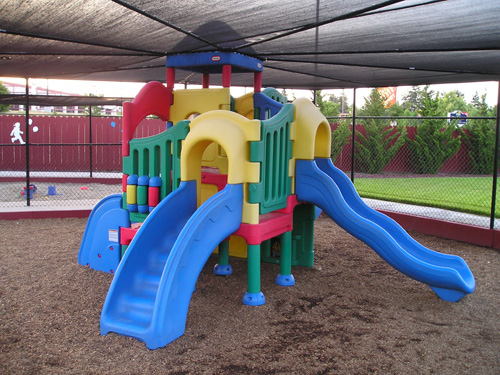
Tobogan de plastic

Un loc de joacă este un spațiu special amenanjat pentru copii. Multe dintre acestea sunt echipate cu gropi cu nisip, roată, balansoare, scrâncioburi, tobogane, bănci, arcade de cățărat și altele.
Totodată în toate locurile de joacă din România și restul Europei în locurile de joacă suprafața de jos trebuie să fie protectoare la cădere. Acest lucru se poate realiza in România cu nisip, iarbă sau dale din cauciuc.